# Horatio (Carolina del Sur)
Horatio es un área no incorporada ubicada del condado de Sumter en el estado estadounidense de Carolina del Sur. La localidad se encuentra en Horacio Road al oeste de la Carretera de Carolina del Sur 261 al norte de Stateburg y es la ubicación de la Lenoir Store, que aparece en la Registro Nacional de Lugares Históricos. La oficina de correos Horacio, Código Postal 29168, se encuentra dentro de la tienda Lenoir en 3240 Horacio carretera. La comunidad se llamaba originalmente Louellen, pero pasó a llamarse Horatio por Horatio Lenoir.